# キュリー・ワイスの法則

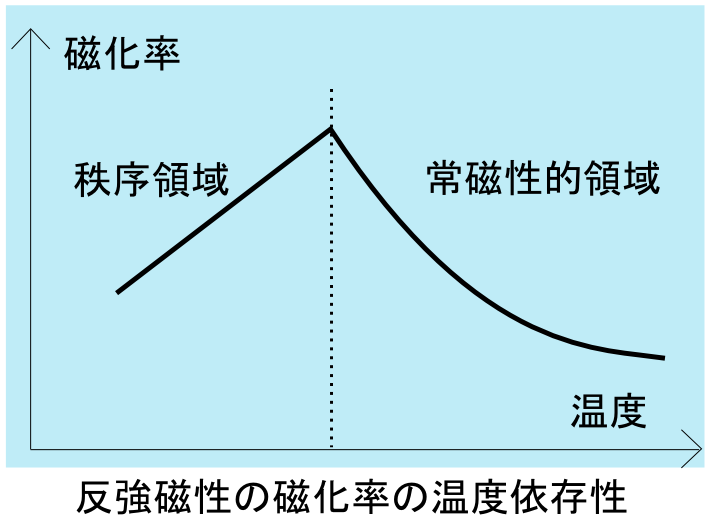
反強磁性の磁化率の温度依存性
右の常磁性領域がキュリー・ワイスの法則に従っている。（ただし正確には、容易軸・困難軸方向にわけた磁化率を測定しなければならない）

キュリー・ワイスの法則（キュリー・ワイス則、英: Curie–Weiss law）とは、強磁性や反強磁性のキュリー点以上の温度における磁化率の振る舞いを説明する法則である。ピエール・ワイス (Pierre Weiss) が1907年に発表した分子場理論により求めた。
キュリー・ワイスの法則は
{\displaystyle \chi ={\frac {C}{T-\theta _{p}}}}
で表される。ここで
{\displaystyle \chi } は磁化率
C は物質固有のキュリー定数
T は物質の絶対温度（単位はケルビン）
{\displaystyle \theta _{p}} は常磁性キュリー温度（単位はケルビン）。
これは、常磁性体におけるキュリーの法則
{\displaystyle \chi ={\frac {C}{T}}}
を拡張し、{\displaystyle \theta _{p}}の分だけ平行移動させたものととらえることができる。
この{\displaystyle \theta _{p}}は常磁性キュリー温度や漸近キュリー温度、漸近キュリー点などと呼ばれ、強磁性から反磁性へと転移する温度である強磁性キュリー温度Tcとはやや異なった値を示す。具体的には一般に、強磁性体では{\displaystyle \theta _{p}}はTcよりも少しだけ大きい値をとり、反強磁性体では負の温度となる。常磁性キュリー温度{\displaystyle \theta _{p}}は、磁化率の逆数1/χのグラフを低温側に延長して、x軸と交わる (1/χ = 0) 温度として求めることができる。なお、強磁性体や反強磁性体では、強磁性キュリー温度やこれよりも低い温度においては、その物質は自発磁化を有し、キュリー・ワイスの法則は適用できない。
多くの物質（特に強磁性体）において、キュリー・ワイスの法則は常磁性キュリー温度付近の磁化率を説明することができない。これは、キュリー・ワイスの法則が平均場近似に基づいているためである。代わりに臨界指数{\displaystyle \gamma }を用い、以下の式により臨界挙動を取り扱うことができる。
{\displaystyle \chi \sim {\frac {1}{(T-T_{c})^{\gamma }}}}
しかし、{\displaystyle T\gg T_{c}}の温度領域においてはキュリー・ワイスの法則が依然有効である。
強磁性体や強磁性体においては、その磁化率を測定し、キュリー・ワイスの法則よりキュリー定数などを求めることで分子磁場や磁気モーメントの大きさ、交換エネルギーなどを決定することができる。

## 誘電体のキュリー・ワイス則
強誘電体でも同様に
{\displaystyle \epsilon ={\frac {C}{T-T_{0}}}}
が成り立っている。ここで
εは誘電率を
Tは物質の絶対温度（単位はケルビン）
T0は常誘電性キュリー温度（単位はケルビン）。
一次相転移をする強誘電体は一般に、常誘電性キュリー温度T0は強誘電性キュリー温度Tcよりも小さい (Tc > T0)。
二次相転移をする場合は一致する(Tc = T0)。